# Krystian Wojaczek
Krystian Wojaczek (ur. 1 października 1950 w Rybniku) – polski teolog katolicki, prof. dr hab. nauk teologicznych w zakresie teologii pastoralnej.
Specjalizuje się w duszpasterstwie rodzin i teologii praktycznej. Pełni funkcję kierownika Katedry Teologii Pastoralnej i Duszpasterstwa Rodzin Wydziału Teologicznego Uniwersytetu Opolskiego.
W kadencji 2011–2015 był członkiem Komitetu Nauk Teologicznych Polskiej Akademii Nauk.

## Ważniejsze publikacje
- Kształtowanie katolickiej koncepcji małżeństwa w diecezjalnym studium rodziny : studium pastoralne (1997),
- Małżeństwo : doświadczenie obdarowania (2001),
- Więź małżeńska w sytuacji rozłąki z przyczyn ekonomicznych : studium pastoralne (2007),